# Sammichele di Bari
Sammichele di Bari es una localidad italiana de la provincia de Bari, región de Puglia, con 6.729 habitantes.

## Evolución demográfica
| Gráfica de evolución demográfica de Sammichele di Bari entre 1861 y 2001 |
|                                                                          |
| Fuente ISTAT - elaboración gráfica de Wikipedia                          |